# جيروباتراكس
الجيروباتراكس (Gerobatrachus) هو جنس منقرض من البرمائيات عاش خلال فترة السسورالي خلال العصر البرمي، منذ حوالي 290 مليون سنة مضت في المنطقة التي هي الآن مقاطعة بايلور، تكساس. عندما تم وصفه في سنة 2008، أُعلن أن الجيروباتراكس ليكون أقرب أقرباء الباتراكيا [الإنجليزية] وهي المجموعة التي تشمل الضفادع والسلمندرات الحديثة. وهو يمتلك خليط من الخصائص من كلا المجموعتين، بما في ذلك رأس مثل رأس الضفدع الكبير وذيل مثل ذيل السلمندر. وقد أدت هذه المعالم إلى أن يطلق عليه اسم فروجاماندر (frogamander) من قبل الصحافة. بعض الدراسات الحديثة تضع الجيروباتراكس كأقرب أقرباء البرمائيات الملساء وهي المجموعة التي تحتوي على جميع البرمائيات الحديثة والتي تشمل الضفادع والسلمندرات الضفادع الثعبانية، أو تضع البرمائيات الحديثة بعيدًا عن الجيروباتراكس ضمن مجموعة تسمى ليپوسپونديلايات.